# Montserrat Fontané Serra
Montserrat Fontané Serra (Sant Martí de Llémena, 8 de juny del 1936) és una cuinera catalana que va fundar i dirigeix el restaurant Can Roca de Girona des del 1967. Va ensenyar a cuinar als seus fills Joan, Josep i Jordi Roca Fontané, que més endavant arribarien a ser els millors xefs del món amb El Celler de Can Roca.
De família senzilla, va néixer a Can Batista de Sant Martí de Llémena. Va deixar els estudis aviat i amb 13 anys va començar a fer de cambrera. Va aprendre a cuinar a Can Lloret de la plaça Independència amb la seva germana gran Maria. Quan tenia 17 o 18 anys va treballar un any a Termes Victòria de Caldes de Malavella. Va decidir iniciar un negoci perquè els seus fills no haguessin de buscar feina a fora. El seu marit, Josep Roca, que era conductor d'autobús, la va avisar que hi havia un local en venda sense taulat on hi havia una barberia i un bar, i el van comprar per fer-hi el restaurant de cuina tradicional catalana Can Roca de Girona, que ella dirigeix des del seu origen, com a cantina, el 13 d'abril del 1967. Al principi era un bar amb una cuina molt petita i dues paelles que servia tapes. Els 70 professionals del Celler de Can Roca mengen sovint al restaurant Can Roca.
El 2014 l'Ajuntament de Sant Martí de Llémena la va nomenar filla predilecta juntament amb el seu marit Josep Roca Pont, en reconeixement de la seva contribució en la trajectòria del Celler de Can Roca. El mateix any va rebre el Premi Nacional de Cuina Lola Torres que atorga la fundació benèfica i cultural Amics de Galícia, per apostar per la màxima qualitat en les matèries primeres i receptes de sempre.